# Meinhard von Kranichfeld
Meinhard von Kranichfeld (* um 1200; † 1253) war von 1241 bis 1252 Bischof des Bistums Halberstadt.

## Leben
Meinhard stammte von den Herren von Kranichfeld ab. Er begann seine Karriere als Mönch im Kloster Walkenried und wurde dann Propst am Dom zu Halberstadt. 1241 wurde er zum Bischof geweiht. Das Stift Bonifatius vor Halberstadt erweiterte er 1241 um zwei Grundstücke. Eine der Fehden, in die er verwickelt war, war die Auseinandersetzung mit Heinrich von Blankenburg um die Vogtei über das Kloster Huysburg.
1244 unterstützte er den Erzbischof von Magdeburg bei dessen Fehden mit den Markgrafen von Brandenburg und Otto dem Kind, indem er mit Unterstützung der Grafen von Wernigerode, der Herren von Gatersleben und Schladen und anderer die Burg Alvensleben belagerte. Im Folgejahr legte er fest, dass der Geistliche der Burg Alvensleben dem Abt des Klosters Hillersleben unterworfen sei. Noch im gleichen Jahr verfügte er aufgrund wiederholter Überfälle die Verlegung des Stifts Walbeck nach Osterwieck, was jedoch nach einem Vergleich mit dem Kloster Mariental nicht durchgeführt wurde. In jenem Jahr stellte er auch die kirchlichen Verhältnisse zwischen Melverode, Stöckheim und dem Stift Steterburg klar.
1247 bezeugte er für Otto das Kind den Tausch des Lehnsgutes Bilshausen an der Leine gegen Ellierode mit dem Stift Gandersheim. In den bischöflichen Zuständigkeitsbereich Meinhards griff Papst Innozenz IV. 1249 ein, als er das Kloster Stötterlingenburg unter Schutz nahm, dem Kloster Marienberg den Besitz der Kirche Anderbeck bestätigte sowie Wilhelm von Holland dem Liebfrauenstift empfahl. Die Burg Hakenstedt tauschte er 1251 gegen die Burg Emersleben derer von Alvensleben. Meinhard war der letzte der Bischöfe von Halberstadt, der noch während seiner vollen Amtszeit über die Grafschaft Seehausen neben anderen Grafschaften verfügte. Als seine Begräbnisstätte wird Kloster St. Burchardi oder Kloster St. Jacobi angenommen.